# Septembre 1866

## Événements
- Les Ottomans répriment une révolte en Crète : des chrétiens ayant demandé un allègement fiscal, la Porte dépêche des troupes pour protéger les musulmans.
- Septembre à Novembre : pour la première fois de son histoire, la Corée est attaquée par une puissance occidentale, la France. En représailles au massacre de neuf missionnaires en février-mars, les Français montent une expédition punitive limitée, commandée par le contre-amiral Pierre-Gustave Roze. La phase principale de ce coup de main se déroule du 11 octobre au 12 novembre. La forteresse de l'île de Kanghwa, à l’embouchure du fleuve Han est conquise le 16 octobre. Ne pouvant obtenir les réparations qu'ils demandent, les Français poursuivent leur action face à une forte et intelligente résistance des Coréens, et, le 11 novembre, la capitale Séoul est méthodiquement bombardée. Estimant ses objectifs atteints et ne disposant pas de moyens suffisants pour contraindre les Coréens, l'amiral Roze ordonne l'évacuation le 12 et regagne sa base chinoise, au grand mécontentement des Européens résidant en Chine lesquels souhaitent une expédition lourde pour le printemps suivant. Celle-ci n'aura jamais lieu.

## Naissances
- 1er septembre : Clifford William Robinson, premier ministre du Nouveau-Brunswick.
- 5 septembre : Dmitri Kardovski, peintre, illustrateur et décorateur de théâtre russe († 9 février 1943).
- 7 septembre : Tristan Bernard, écrivain français († 1947.
- 12 septembre : Freeman Freeman-Thomas, gouverneur général du Canada.

## Décès
- 7 septembre : Ferdinand d'Hoop (né en 1798), homme politique belge.
- 16 septembre : François Mêlier (né en 1798), professeur de médecine français, précurseur de santé publique.
- 25 septembre : Karl Ludwig Hencke, astronome amateur allemand.